# Cripper
Cripper war eine deutsche Thrash-Metal-Band aus Hannover. Die Band bestand von 2005 bis 2018 und hat fünf Studioalben veröffentlicht.

## Geschichte

### Gründung undFreak Inside

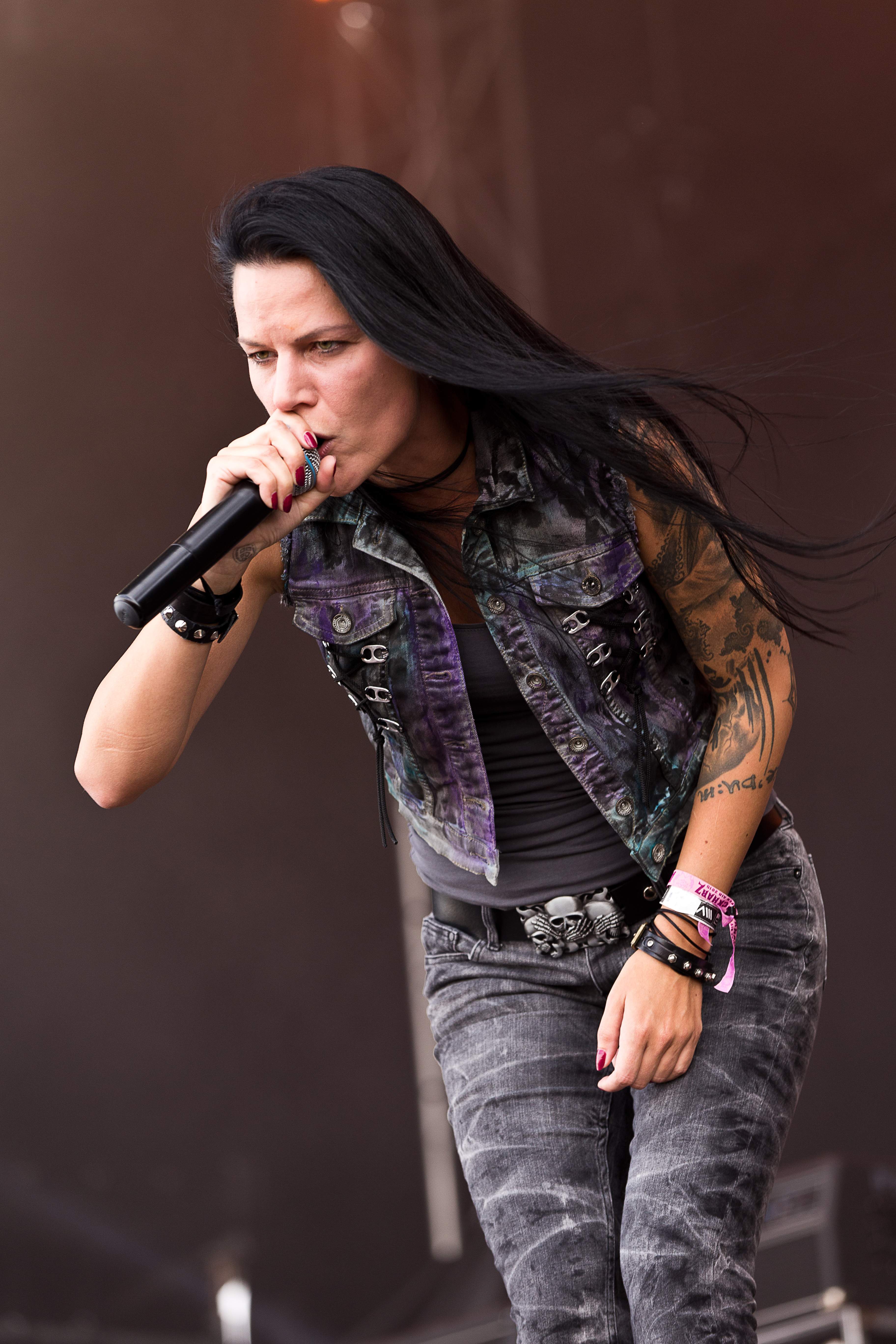
Britta Görtz auf dem Rockharz 2015 in Ballenstedt.

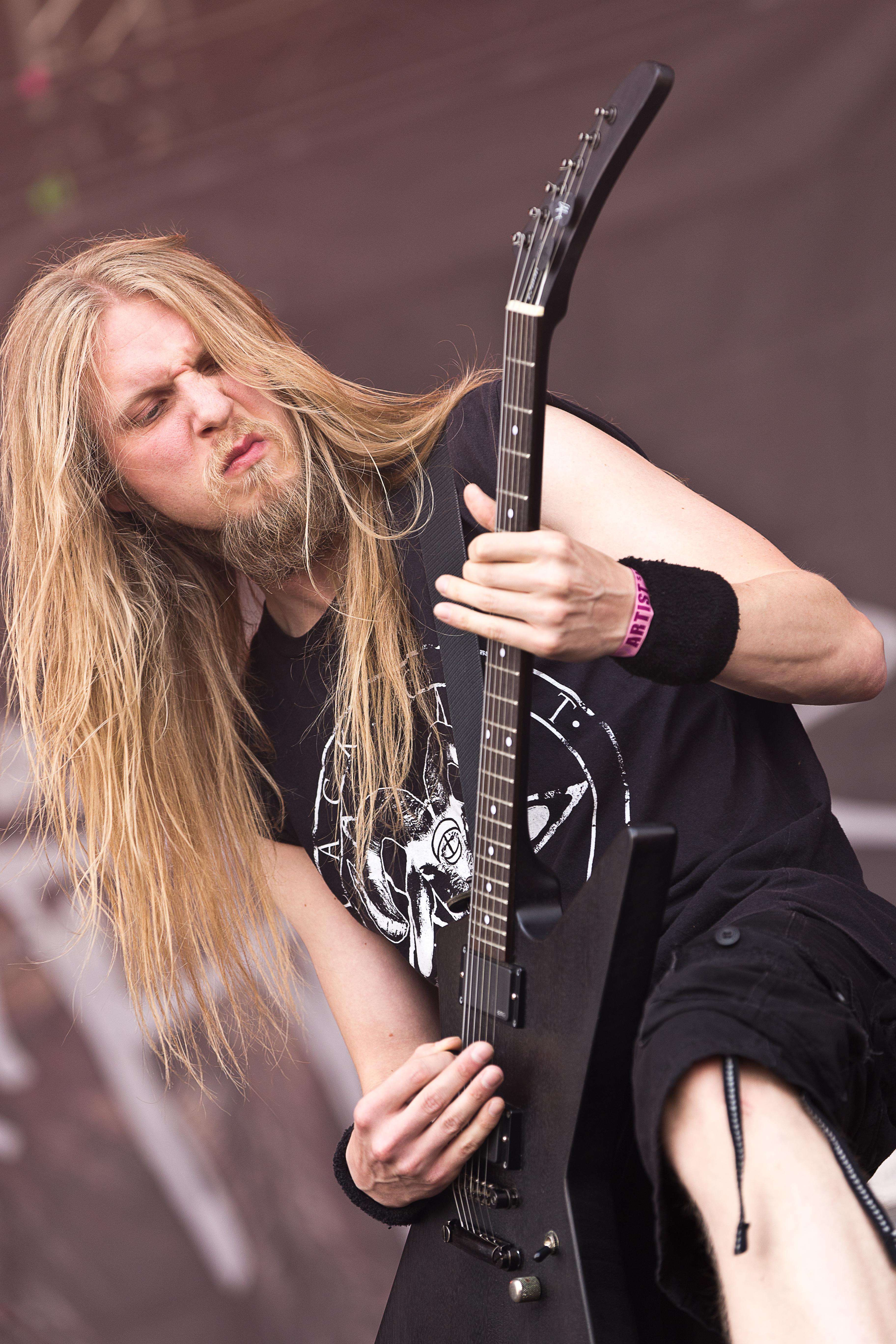
Christian Bröhenhorst auf dem Rockharz 2015 in Ballenstedt.

Im Jahre 2004 lernten sich die Gitarristen Christian Bröhenhorst und Jonathan Stenger kennen, die beide in Hildesheim studierten. Ende 2004 kam die Sängerin Britta Görtz hinzu. Komplettiert wurde die erste Besetzung Anfang 2005 durch den Bassisten Erik Hess und den Schlagzeuger Dennis Weber. Das erste Konzert spielten Cripper im September 2005. Hess stieg kurz danach aus und wurde zunächst durch Thomas Maiwald ersetzt. Nach dessen Ausstieg ein Jahr später übernahm Sören Becker den Bass. 
Die ersten sechs von der Band geschriebenen Lieder wurden im Jahre 2006 auf der EP Killer Escort Service veröffentlicht. Im gleichen Jahr spielte die Band u. a. auf dem Metalcamp-Festival in Slowenien. In Eigenregie veröffentlichten Cripper im Jahre 2007 das Debütalbum Freak Inside, das im Stage One Studio aufgenommen und von Andy Classen gemastert wurde. Zusammen mit den Bands Spectre Dragon und Hatred gingen Cripper auf die selbst organisierte „Triple-Thrash-Threat“-Tournee durch Deutschland. 

### Devil RevealsundAntagonist
Im Jahre 2008 stieg Bassist Sören Becker aus und wurde durch Bastian Helwig ersetzt. Nach einer weiteren Deutschlandtournee mit Hatred und Lost World Order (ehemals Spectre Dragon) wurde das Album Freak Inside neu veröffentlicht. Ein Jahr später nahm die Band ihr zweites Album Devil Reveals auf, welches im Juni 2009 veröffentlicht wurde. Ebenfalls 2009 spielte die Band beim Rockharz Open Air. Anfang 2010 spielten Cripper ihre erste Europatournee im Vorprogramm von Overkill. Ende Januar 2011 trat die Band beim 70000 Tons of Metal-Festival, welches auf einem Kreuzfahrtschiff in der Karibik stattfand. Dabei wurden die Musiker von einem Kamerateam des TV-Magazins Focus TV begleitet.
2011 folgten dann Festivalauftritten beim Bang Your Head, dem Summer Breeze, dem Rockharz Open Air und beim Eindhoven Metal Meeting. Ein Jahr später veröffentlichte die Band ihr drittes Album Antagonist, für das zwei Musikvideos gedreht wurden. Bassist Bastian Hellwig verließ die Band aus privaten Gründen und wurde durch Gerrit Mohrmann ersetzt. Cripper spielten eine Europatournee im Vorprogramm von Onslaught und traten 2013 unter anderem auf dem Metaldays-Festival auf. Anfang 2014 spielte die Band bei der vierten Auflage des 70000 Tons of Metal-Festivals, bevor Cripper im Juni 2014 von Metal Blade Records unter Vertrag genommen wurden. Es folgten Festivalauftritte beim Brutal Assault, dem Metal Frenzy Festival und den Metaldays.

### HyënaundFollow Me: Kill
Das vierte Studioalbum Hyëna wurde im November 2014 veröffentlicht. Ein Jahr später spielte die Band beim Rockharz Open Air, bevor Cripper 2016 beim Wacken Open Air spielten und später eine Co-Headlinertournee mit der Band Izegrim spielten. Am 15. September 2017 wurde das sechste Studioalbum Follow Me: Kill veröffentlicht. Nachfolger des ausgestiegenen Bassisten Gerrit Moormann wurde Christian „Lommer“ Wiesener, der zusammen mit Britta Görtz in der Death-Metal-Band Critical Mess spielt. Das letzte Konzert fand am 23. Juni 2018 im Indiego Glocksee in Hannover statt, bevor die Band sich auflöste. 
Die Bandmitglieder hätten sich „hinsichtlich der gemeinsamen musikalischen Pläne und der privaten Interessen auseinandergelebt“ und würden „sich gegenseitig behindern“, was „auf allen Seiten einen lähmenden Effekt hat“. Es fehle „ehrlich gesagt mittlerweile an Kraft und Motivation, weiter zu machen“ verkündete die Band in einem Statement zur Bandauflösung.

## Stil
Die Band spielte eine moderne, technisch anspruchsvolle Version des Thrash-Metals. Schnelle und langsamere Passagen standen dabei in einem ständigen Wechsel. Die Musik wurde mit anderen Bands des Genres wie Holy Moses, aber auch Slayer, Evildead, Kreator oder Anthrax verglichen.

## Diskografie
- 2006: Killer Escort Service (EP)
- 2007: Freak Inside
- 2009: Devil Reveals
- 2012: Antagonist
- 2014: Hyëna
- 2017: Follow Me: Kill!